# Olias of Sunhillow
Olias of Sunhillow is het eerste studioalbum dat Yes-zanger Jon Anderson onder eigen naam uitbracht.

## Inleiding
Na het complexe album Relayer en bijbehorende tournee vond Yes het tijd voor een rustpauze. Elk lid kon werken aan een “soloalbum”. Steve Howe kwam met Beginnings, Chris Squire met Fish Out Of Water, Alan White met Ramshackeled en Patrick Moraz met The story of I. Geen van de soloalbums kon het succes van de Yesalbums evenaren.
Voor zijn solowerk baseerde Anderson zich op het hoesontwerp van Roger Dean had ontworpen voor Fragile. Dat album laat al dan niet toevallig de Yes-leden ook als soloartiest horen (zie aldaar). Anderson had een conceptalbum voor ogen met in het achterhoofd The Finding of the Third Eye en The Initiation of the World van Vera Stanley Adler vermengd met elementen uit de In de ban van de ringtrilogie van J.R.R. Tolkien. Olias is daarbij een tovenaar van vier volken die interstellair op de vlucht moeten vanwege een vulkaanuitbarsting op hun thuisplaneet. Anderson kreeg voor de opnamen een mobiele geluidsstudio voor zijn huis in Seer Green en begon vrij blank aan de opnamen. Tijdens de opnamen probeerde Anderson met hulp van anderen zelf enkele muziekinstrumenten onder de knie te krijgen, bij Yes hoefde dat niet vanwege de capaciteiten van de andere bandleden.  
Samen met geluidstechnicus Mike Dunne (die ook werk voor Yes verrichtte) begon Anderson met demo’s die later omgezet werden naar de definitieve opnamen. Al tijdens het afmixen was/werd Anderson ontevreden met het resultaat, waardoor Dunne steeds opnieuw werk moest verrichten, met name op de A-kant van de plaat. Voor het toetsenwerk liet Anderson zich behoorlijk beïnvloeden door Rick Wakeman (dan Ex-Yes), Patrick Moraz  (dan Yes, maar al snel Ex-Yes) en toekomstige collega Vangelis. Die invloed reikte zover dat het platenlabel RCA Victor waarbij Vangelis werkte, ook echt dacht dat Vangelis had meegespeeld en dat RCA ontevreden was over de kwaliteit van het geleverde werk. Anderson en Vangelis moesten uitleggen dat Vangelis weliswaar van invloed was op Anderson, maar geen enkele noot voor het album heeft gespeeld.  
Het album werd ondanks de inspiratie van Deans werk niet gestoken in een hoes van hem; het ontwerp van hoes en binnenwerk kwam van David Fiarbrother-Roe met hulp van Hipgnosis

## Musici
- Jon Anderson – alle muziekinstrumenten en alle zang

## Muziek
| Nr. | Titel                                             | Duur |
| --- | ------------------------------------------------- | ---- |
| 1.  | Ocean Song                                        | 3:12 |
| 2.  | Meeting (Garden of Geda en Sound Out the Galleon) | 3:28 |
| 3.  | Dance of Ranyart/Olias (To Build the Moorglade)   | 4:14 |
| 4.  | Ququaq Ën Transic, Naon, Transic To               | 7:03 |
| 5.  | Flight of the Moorglade                           | 3:22 |

| Nr. | Titel                           | Duur  |
| --- | ------------------------------- | ----- |
| 1.  | Solid Space                     | 5:16  |
| 2.  | Moon Ra, Chords, Song of Search | 12:48 |
| 3.  | To the Runner                   | 4:26  |

## Nasleep
Het idee was het album nog in 1975 uit te brengen, maar Anderson moest maar blijven werken aan Olias waardoor de uitgifte zes maanden later zou plaatsvinden, de zomer van 1976. Het had ook tot gevolg dat een geplande tournee van Yes opgeschoven moest worden. Het album verkocht nog goed in het Verenigd Koninkrijk (plaats 8) en de Verenigde Staten (Billboard plaats 47), maar daar bleef het veelal bij. Yes zou in 1976 Ocean Song tijdens de concerten spelen. De Nederlandse pers kwam niet verder dan “charmant” (Het Parool, 7 augustus), “te pretentieus” (Trouw, 7 augustus) en “sympathiek” (Algemeen Dagblad, 24 augustus). 
Het album werd diverse malen opnieuw uitgegeven, waarbij Japan voorop liep (1990) In 2006 volgde een Amerikaanse uitgave in 2014, de SACD-versie en in 2021 een versie via Esoteric Recordings.
Vanaf 2000 kondigt Anderson steeds een vervolg aan onder de titel The Songs of Zamran: Son of Olias; in 2024 is er nog geen zicht op, terwijl van Anderson in de loop der jaren steeds nieuw werk heeft uitgebracht. Bij de release van True (2023) gaf hij aan vijf uur materiaal te hebben en dat hij er nog steeds mee bezig was.
Bij het verschijnen van de versie van Esoteric constateerde Progwereld dat Olias of Sunhillow toch meer past in het werk van Yes, dan bij wel het werk als Anderson als soloartiest. De hoogdravendheid en mystiek droegen bij in een goede evaluatie van het album (binnen de niche) aldus Progwereld. Ook Paul Rijkens van IO Pages zag het Yes-niveau terug (meesterwerk). Progarchives zag in terugblik een goed antwoord.